# Supreme Allied Commander Europe
Supreme Allied Commander Europe (SACEUR), naczelny dowódca sojuszniczy w Europie – głównodowodzący połączonych sił zbrojnych NATO w Europie, stojący na czele Sojuszniczego Dowództwa Operacji (Allied Command Operations).
Jest nim zazwyczaj najwyższy rangą generał Sił Zbrojnych Stanów Zjednoczonych, stojący na czele Europejskiego Dowództwa Stanów Zjednoczonych.
Kwatera główna Sojuszniczego Dowództwa Operacji, czyli SHAPE, znajduje się w Casteau koło Mons w Belgii. Jego misją jest przyczynianie się do zachowywania pokoju, bezpieczeństwa oraz integralności terytorialnej państw członkowskich NATO w jego obszarze odpowiedzialności (w tym przypadku od północnych krańców Norwegii aż po wschodnią granicę Turcji).
Podobnie jak SACLANT jest dowódcą strategicznym i za wypełnienie swoich obowiązków odpowiada przed Komitetem Wojskowym OTP. SACEUR pełni także funkcję COMUSEUCOM.

## Naczelni dowódcy sił NATO w Europie
Funkcję naczelnego dowódcy połączonych sił zbrojnych NATO w Europie (Supreme Allied Commander Europe) od chwili powstania sojuszu pełnili wyłącznie wojskowi amerykańscy.
| Lp. | Osoba                      | Formacja        | Objęcie funkcji      | Zakończenie pełnienia funkcji |
| --- | -------------------------- | --------------- | -------------------- | ----------------------------- |
| 1   | gen. Dwight D. Eisenhower  | US Army         | 2 kwietnia 1951      | 30 maja 1952                  |
| 2   | gen. Matthew B. Ridgway    | US Army         | 30 maja 1952         | 11 lipca 1953                 |
| 3   | gen. Alfred Gruenther      | US Army         | 11 lipca 1953        | 20 listopada 1956             |
| 4   | gen. Lauris Norstad        | US Air Force    | 20 listopada 1956    | 1 stycznia 1963               |
| 5   | gen. Lyman L. Lemnitzer    | US Army         | 1 stycznia 1963      | 1 lipca 1969                  |
| 6   | gen. Andrew J. Goodpaster  | US Army         | 1 lipca 1969         | 15 grudnia 1974               |
| 7   | gen. Alexander M. Haig     | US Army         | 15 grudnia 1974      | 1 lipca 1979                  |
| 8   | gen. Bernard W. Rogers     | US Army         | 1 lipca 1979         | 26 czerwca 1987               |
| 9   | gen. John R. Galvin        | US Army         | 26 czerwca 1987      | 23 czerwca 1992               |
| 10  | gen. John M. Shalikashvili | US Army         | 23 czerwca 1992      | 22 października 1993          |
| 11  | gen. George A. Joulwan     | US Army         | 22 października 1993 | 11 lipca 1997                 |
| 12  | gen. Wesley K. Clark       | US Army         | 11 lipca 1997        | 3 maja 2000                   |
| 13  | gen. Joseph W. Ralston     | US Air Force    | 3 maja 2000          | 17 stycznia 2003              |
| 14  | gen. James L. Jones        | US Marine Corps | 17 stycznia 2003     | 7 grudnia 2006                |
| 15  | gen. Bantz J. Craddock     | US Army         | 7 grudnia 2006       | 2 lipca 2009                  |
| 16  | adm. James G. Stavridis    | US Navy         | 2 lipca 2009         | 13 maja 2013                  |
| 17  | gen. Philip M. Breedlove   | US Air Force    | 13 maja 2013         | 4 maja 2016                   |
| 18  | gen. Curtis Scaparrotti    | US Army         | 4 maja 2016          | 3 maja 2019                   |
| 19  | gen. Tod D. Wolters        | US Army         | 3 maja 2019          | maj 2022                      |
| 20  | gen. Christopher G. Cavoli | US Army         | 4 lipca 2022         |                               |